# Ryōtarō Ōnishi
Ryōtarō Ōnishi (japanisch 大西 遼太郎 Ōnishi Ryōtarō; * 24. November 1997 in der Präfektur Shizuoka) ist ein japanischer Fußballspieler.

## Karriere
Ryōtarō Ōnishi erlernte das Fußballspielen in der Jugendmannschaft von Júbilo Iwata und der Universitätsmannschaft der Hōsei-Universität. Seinen ersten Profivertrag unterschrieb er im Januar 2020 beim FC Gifu. Der Verein aus Gifu, der Hauptstadt der Präfektur Gifu, spielte in der dritten japanischen Liga, der J3 League. Sein Drittligadebüt gab Ryōtarō Ōnishi am 5. Juli 2020 im Auswärtsspiel gegen Gainare Tottori. Hier wurde er in der 90.+3 Minute für Yūshi Nagashima eingewechselt. Für Gifu bestritt er 51 Drittligaspiele. Im Januar 2023 unterschrieb er in Kumamoto einen Vertrag beim Zweitligisten Roasso Kumamoto.